# میو! از کیتی پری
میو! از کیتی پری (به انگلیسی: Meow! by Katy Perry) نام عطری ساختهٔ خوانندهٔ آمریکایی، کیتی پری است. این عطر در دسامبر ۲۰۱۱ در نورداستروم وارد بازار شد و دومین عطر کیتی پری پس از پور است.